# Jin (xadrez)

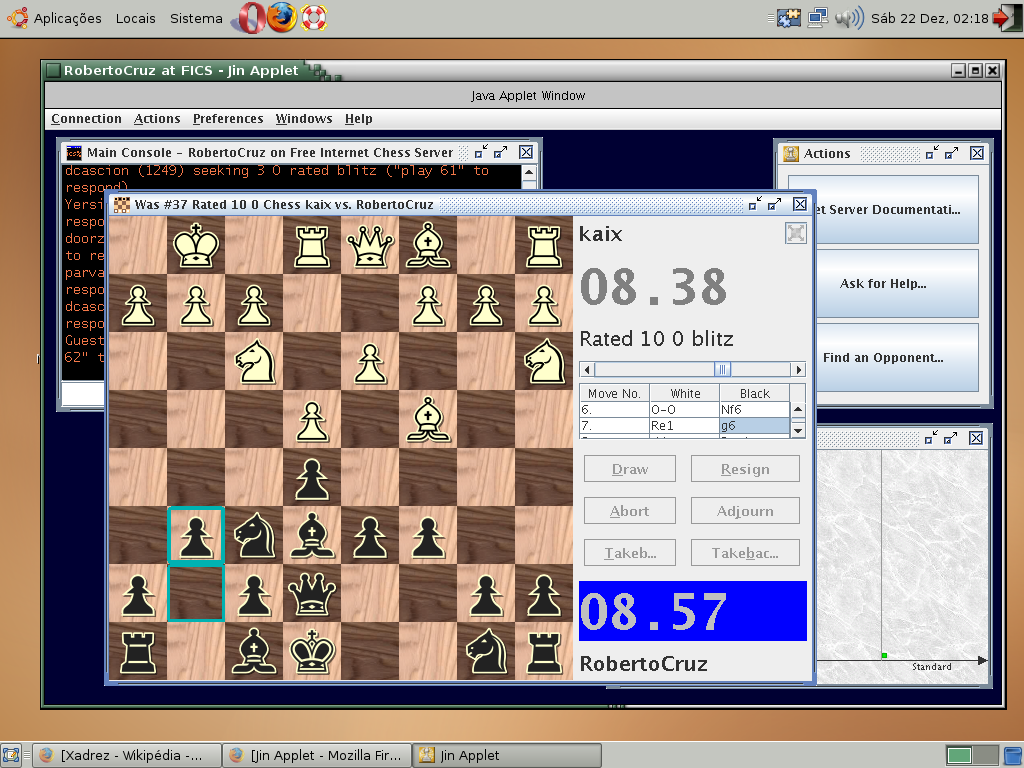
Jin é a interface gráfica oficial do FreeChess, aqui sendo executado no sistema operacional livre Ubuntu Linux.

Jin é uma interface gráfica 2D para xadrez, escrito em Java funcionando para plataformas Linux, Windows e como um applet em sites da Internet, como é o caso do site do FreeChess.